# ジュリー・ゴンザロ
ジュリー・ゴンザロ（Julie Gonzalo,  1981年9月9日 - ）は、アメリカ合衆国の女優、モデルである。

## 来歴
1981年、アルゼンチン・ブエノスアイレス生まれ。8歳のころにマイアミへ移住し、そこで育った。モデルとしてキャリアをスタートさせ、後に女優になるために演劇を習得し、ロサンゼルスへ渡った。
2002年に恋愛コメディ映画『幸せになる彼氏の選び方 ～負け犬な私の恋愛日記』で映画デビュー。それ以来、テレビドラマシリーズの『ヴェロニカ・マーズ』、『弁護士イーライのふしぎな日常』、『ダラス』などでレギュラーキャストとして活躍し、女優としての地位を確立した。それ以外でも数々のテレビドラマにゲスト出演しており、今後が期待される若手女優の一人である。

## フィルモグラフィー

### 映画
| 年   | 邦題/原題                                                      | 役名                     | 備考 |
| ---- | -------------------------------------------------------------- | ------------------------ | ---- |
| 2002 | 幸せになる彼氏の選び方 ～負け犬な私の恋愛日記～ I'm with Lucy  | イヴ                     |      |
| 2003 | フォーチュン・クッキー Freaky Friday                           | ステイシー・ヒンクハウス |      |
| 2004 | ドッジボール Dodgeball: A True Underdog Story                  | アンバー                 |      |
| 2004 | シンデレラ・ストーリー A Cinderella Story                      | シェルビー・カミングズ   |      |
| 2004 | クランク家のちょっと素敵なクリスマス Christmas with the Kranks | ブレア・クランク         |      |
| 2005 | 理想の恋人.com Must Love Dogs                                  | ジューン                 |      |

### テレビ
| 年          | 邦題/原題                                        | 役名                       | 備考                                   |
| ----------- | ------------------------------------------------ | -------------------------- | -------------------------------------- |
| 2003        | NCIS 〜ネイビー犯罪捜査班 NCIS                   | サラ・シェイファー         | 1エピソード                            |
| 2004        | ドレイク&ジョシュ Drake & Josh                   | ティファニー・マーゴリス   | 1エピソード                            |
| 2006 - 2007 | ヴェロニカ・マーズ Veronica Mars                 | パーカー・リー             | シーズン3: メインキャスト 20エピソード |
| 2008 - 2009 | 弁護士イーライのふしぎな日常 Eli Stone           | マギー・デッカー           | メインキャスト 25エピソード            |
| 2010        | キャッスル 〜ミステリー作家は事件がお好き Castle | マディソン・クェラー       | 1エピソード                            |
| 2010        | NIKITA / ニキータ Nikita                         | ジル・モレーリ             | 1エピソード                            |
| 2010        | ザ・グレイズ ～フロリダ殺人事件簿 The Glades     | キム・ニコルズ             | 1エピソード                            |
| 2011        | CSI:マイアミ CSI: Miami                          | アビー・レキシントン       | 1エピソード                            |
| 2012 - 2014 | DALLAS/スキャンダラス・シティ Dallas             | パメラ・レベッカ・バーンズ | メインキャスト 40エピソード            |

## 参照
1. 1 2  “Julie Gonzalo Biography”. 2014年7月19日閲覧。